# Syrphus cupreus
Syrphus cupreus är en tvåvingeart som beskrevs av Am Stein 1860. Syrphus cupreus ingår i släktet solblomflugor, och familjen blomflugor.
Artens utbredningsområde är Schweiz. Inga underarter finns listade i Catalogue of Life.